# Lodi (Nueva Jersey)
Lodi es un borough ubicado en el condado de Bergen en el estado estadounidense de Nueva Jersey. En el año 2010 tenía una población de 24.136 habitantes y una densidad poblacional de 4.090,85 personas por km².

## Geografía
Lodi se encuentra ubicado en las coordenadas 40°52′41″N 74°4′58″O / 40.87806, -74.08278.

## Demografía
Según la Oficina del Censo en 2000 los ingresos medios por hogar en la localidad eran de $43,421 y los ingresos medios por familia eran $51,959. Los hombres tenían unos ingresos medios de $38,781 frente a los $31,253 para las mujeres. La renta per cápita para la localidad era de $21,667. Alrededor del 8% de la población estaba por debajo del umbral de pobreza.